# Alan Benítez
Alan Benítez (Asunción, Paraguay; 25 de enero de 1994) es un futbolista paraguayo. Juega de lateral y su equipo actual es Club Internacional de el Brasileirao Serie A. 

## Trayectoria

### Libertad
Debutó el 3 de noviembre de 2013, en el partido que su equipo Libertad le ganó 1 a 0 al Cerro Porteño PF por la decimosexta fecha del Torneo Clausura 2013, torneo en el que se consagró como subcampeón.

## Clubes
| Club                     | País           | Año       |
| ------------------------ | -------------- | --------- |
| Libertad                 | Paraguay       | 2013-2015 |
| Rubio Ñu                 | Paraguay       | 2015      |
| Benfica B                | Portugal       | 2016      |
| Libertad                 | Paraguay       | 2017-2020 |
| Olimpia                  | Paraguay       | 2020-2021 |
| Cerro Porteño            | Paraguay       | 2021-2022 |
| Minnesota United         | Estados Unidos | 2022-2023 |
| Cerro Porteño            | Paraguay       | 2023-2025 |
| Sport Club Internacional | Brasil         | 2025-Act. |